# Brandy Melville

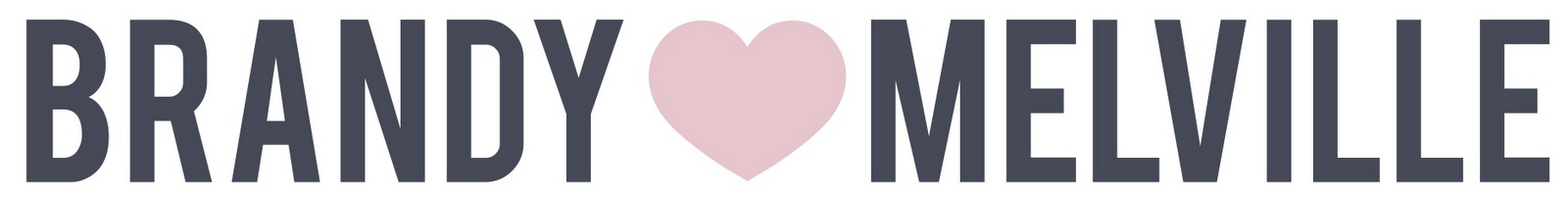
Logo

Brandy Melville ist ein in Italien gegründetes, weltweit agierendes Modelabel. Die Kleidungsstücke und Accessoires werden über Onlineshops sowie über eigene Bekleidungsgeschäfte verkauft. Zielgruppe sind Mädchen im Teenager-Alter und junge Frauen.
Eine Besonderheit und Geschäftsmodell des Unternehmens ist, dass die meisten Kleidungsstücke nicht in verschiedenen Konfektionsgrößen angeboten werden, sondern nur in einer einzigen, sehr kleinen, genannt „one size“. Dies entspricht nach Angaben des Unternehmens den Konfektionsgrößen 32 bis 40 bzw. XS bis M.

## Geschichte und Unternehmenspolitik
Brandy Melville wurde in den frühen 1980er Jahren von Silvio Marsan und dessen Sohn Stephan in Italien gegründet, wo auch noch immer die Gesellschaft Marsan srl e als Inhaber angesehen wird, wobei die Mehrheitsverhältnisse der Gesellschaft unklar bleiben. Der Markenname gehört einer schweizerischen Firma. Die Kleidungsstücke werden in Fast-Fashion-Fabriken im italienischen Prato hergestellt. Das Unternehmen macht öffentlich kaum Aussagen über sich selbst. Die Kundinnen werden über soziale Medien, insbesondere Instagram, erreicht.
Im Jahr 2009 wurde das weltweit erste Einzelhandelsgeschäft der Marke in Los Angeles in der Nachbarschaft des UCLA Campus eröffnet. 2015 gab es weltweit 65 Filialen. Das erste Ladengeschäft der Marke in Deutschland wurde 2012 eröffnet; bis 2016 war die Zahl der Filialen in Deutschland nach Angaben des Branchenblatts TextilWirtschaft auf sechs angewachsen. Anfang 2023 schloss das Unternehmen fünf Geschäfte in Deutschland, Einzelheiten oder Gründe dafür kommunizierte es nicht. 2024 verzeichnete die Website des Unternehmens zwei Geschäfte in Deutschland. Der Betreiber der Geschäfte in Deutschland ist die Berliner Firma MITO Handels- und Vertriebsgesellschaft mbH, die von den Brüdern Philip und Paul Piskator geführt wird, gemeinsam mit Lucia Bruzzone. 2024 gab es Niederlassungen in zahlreichen europäischen Großstädten.
Nach Schätzungen belief sich der Umsatz des Labels 2014 auf mehr als 125 Millionen US-Dollar, 2019 waren es 169,6 Millionen, 2023 212,5 Millionen US-Dollar.

## Kritik
Kritik an der Geschäftspolitik des Unternehmens entzündet sich – ausgehend von den USA – international daran, dass die einzige Größe, für die das Label produziert und die als „One Size“ angegeben ist, eine sehr kleine Konfektionsgröße ist. „The brand has cultivated an aura of exclusivity, in part because of the limited sizing. Teens who are into the brand like the idea that the clothing isn’t for everyone.“ (Die Marke hat eine Exklusivitäts-Aura kultiviert, teilweise gerade weil die Größe begrenzt ist. Teenager, die die Marke lieben, mögen die Idee, dass die Kleidung nicht für jede geeignet ist.) Die Zielgruppe sind ausschließlich sehr schlanke, dünne Mädchen und junge Frauen; dem Unternehmen wird vorgeworfen, damit einen „Magerwahn“ der Jugendlichen zu befördern.
2024 veröffentlichte die Regisseurin Eva Orner die Dokumentation Brandy Hellville & the Cult of Fast Fashion, in dem das auf weiße, schlanke Teenager-Mädchen fokussierte Marketing von Brandy Melville im Kontext von White Supremacy, Americana-Ästhetik und den weltweiten Folgen der Fast-Fashion-Industrie beleuchtet wird.